# Cyril Vasil’
Cyril Vasil’ (n. Košice, Eslovaquia, 10 de abril de 1965) es un arzobispo católico, escritor, profesor y canonista eslovaco.

## Inicios y formación
Nacido en la ciudad eslovaca de Košice, el día 10 de abril de 1965. Ya desde muy joven sintió su vocación religiosa. Desde 1982 hasta 1987 asistió a la Facultad Teológica de Cirilo y Metodio de la Universidad Comenius de Bratislava. Ya el 14 de junio de 1987 fue ordenado sacerdote para la Iglesia greco-católica eslovaca, por "Monseñor" Slavomir Miklovš(†).
Tras su ordenación se trasladó a Roma (Italia), donde en 1989 se licenció y en 1994 obtuvo un Doctorado en Derecho canónico por el Pontificio Instituto Oriental (PIO). Luego el 15 de octubre de 1990 ingresó en la Compañía de Jesús (S.J.), con los que hizo su profesión solemne en 2001.

## Carrera profesional
Al año siguiente regresó al Pontificio Instituto Oriental, en el cual fue elegido Decano de la Facultad de Derecho Canónico y en mayo de 2007 fue elegido Rector, siendo el primer miembro de la Iglesia greco-católica eslovaca en ocupar este cargo.
Luego durante todos estos años, también cabe destacar que ha sido consultor de la Congregación para las Iglesias Orientales, de la Congregación para la Doctrina de la Fe y del Pontificio Consejo para la Pastoral de los Emigrantes e Itinerantes. Fue nombrado como Director Espiritual de la Unión Internacional de Guías y Scouts de Europa hasta el 2007 y experto para la XI Asamblea General Ordinaria del Sínodo de los obispos que se celebró en el 2005. Además ha sido profesor en la Pontificia Universidad Gregoriana, en la misma Facultad Teológica de la Universidad Comenius de Bratislava a la cual asistió y en la Universidad de Trnava.

## Carrera episcopal
Ya el 7 de mayo de 2009 ascendió al episcopado, cuando Su Santidad el Papa Benedicto XVI le nombró como nuevo Arzobispo Titular de la antigua Sede de Ptolemais in Libya y como nuevo Secretario General de la Congregación para las Iglesias Orientales, sucediendo al Cardenal "Monseñor" Antonio Maria Vegliò quien ha sido ascendido a otro cargo. Dentro de esta congregación trabaja mano a mano, junto al actual Cardenal-Prefecto "Monseñor" Leonardo Sandri.
Cyril Vasil’ recibió la consagración episcopal el 14 de junio de 2009 en la Basílica de Santa María la Mayor, a manos de su consagrante principal, el Obispo "Monseñor" Slavomir Miklovš(†) que fue el mismo que le ordenó sacerdote en 1987.
Sus co-consagrantes fueron, el Archieparca de Prešov "Monseñor" Ján Babjak S.J. y el Eparca de Košice "Monseñor" Milan Chautur CSsR.

### Cargos en la curia romana
- Al mismo tiempo que es Secretario General, el 21 de enero de 2010 fue nombrado consultor del Pontificio Consejo para la Promoción de la Unidad de los Cristianos, siendo confirmado como tal el 15 de marzo de 2016.[2]

- El 7 de mayo de 2014 fue confirmado como secretario de la Congregación para las Iglesias Orientales donec aliter provideatur.

- El 19 de diciembre de 2017 fue confirmado como consultor de la Congregación para la Doctrina de la Fe  in aliud quinquennium.

- El 20 de enero de 2020 fue nombrado administrador apostólico sede plena de la Eparquía de Košice para los católicos de rito bizantino (Eslovaquia). El 24 de junio de 2021 fue nombrado eparca de dicha sede, manteniendo la dignidad de arzobispo.

- El 4 de mayo de 2021 fue nombrado miembro del Supremo Tribunal de la Signatura Apostólica ad quinquennium.[3]

- El 6 de febrero de 2024 fue nombrado miembro del Dicasterio de las Causas de los Santos ad quinquennium.[4]

## Posiciones

### Sínodo sobre la familia
En 2014, con la vista puesta en el Sínodo sobre la familia convocado por el Papa Francisco publicó, junto con los cardenales Walter Brandmüller, Carlo Caffarra, Gerhard L. Müller y Velasio de Paolis, y los expertos Robert Dodaro, O.S.A., Paul Mankowski, S.J., y John M. Rist, el libro Permanecer en la Verdad de Cristo. Matrimonio y Comunión en la Iglesia católica, en el que los autores "demuestran cómo, examinando los textos bíblicos fundamentales y recurriendo a las fuentes patrísticas, no es posible invocar sic et simpliciter la «tolerancia» -defendida por Kasper- para reconocer la facultad de acceder al sacramento de la Eucaristía por parte de quienes han contraído matrimonio civil tras el divorcio".

## Curiosidades
Durante todos estos años, cabe destacar que es autor de numerosos libros, artículos y que ha trabajado y colabora activamente con Radio Vaticana. También es políglota, ya que además de su natal idioma eslovaco, ha aprendido a hablar con gran fluidez el español, latín, italiano, inglés, ruso, ucraniano, francés, alemán, polaco, griego y el antiguo eslavo eclesiástico.
Cyril Vasiľ eligió el lema Parati sempre ("Estar siempre listo"), que proviene de la primera carta de san Pedro (1 Pet 3:15).

## Obras

### Libros
- VASIĽ, Cyril: GRÉCKOKATOLÍCI DEJINY - OSUDY - OSOBNOSTI. Byzant, 2000. 143 s. ISBN 80-85581-23-X
- ŽEŇUCH, Peter – VASIĽ, Cyril: Cyrillic Manuscripts from East Slovakia. Slovak Greek Catholics: Defining Factors and Historical Milieu / Cyrilské rukopisy z východného Slovenska. Slovenskí gréckokatolíci, vzťahy a súvislosti. Monumenta Byzantino-Slavica et Latina Slovaciae. Vol. I. Roma-Bratislava-Košice: Pontificio Istituto Orientale - Slavistický kabinet SAV - Centrum spirituality Východ-Západ M. Lacka, 2003. 447 s. ISBN 88-7210-341-X ISBN 80-967722-9-5
- VASIĽ, Cyril: Na vlnách rádia Vatikán. Košice: Byzant, 2010.

### Artículos
- „Liturgický zmysel ikonostasu“ In: Slovo. 22/1994. – online
- „Východné mníšstvo“ In: Slovo 19/1998. – online
- „Spoločné korene a duchovné dedičstvo niektorých sesterských byzantských cirkví“ In: Gréckokatolícky kalendár 1999. – online
- „Modlitba srdca“ In: Gréckokatolícky kalendár 2000. – online
- „Prijímanie Eucharistie u detí“ – online
- „Eparchiálna synoda biskupa Gojdiča“ Vatikánsky rozhlas. 21. 5. 2012. – online (enlace roto disponible en Internet Archive; véase el historial, la primera versión y la última).